# Big Beat from Badsville
Albums de The Cramps
Flame Job
(1994) Fiends of Dope Island
(2003)
Big Beat from Badsville est le huitième album studio du groupe américain The Cramps. Lors de sa parution en CD en 2001, il fut enrichi de quatre titres bonus [pistes 15 à 18].

## Titres
| No  | Titre                       | Durée |
| --- | --------------------------- | ----- |
| 1.  | Cramp Stomp                 |       |
| 2.  | God Monster                 |       |
| 3.  | It Thing Hard-On            |       |
| 4.  | Like a Bad Girl Should      |       |
| 5.  | Sheena's in a Goth Gang     |       |
| 6.  | Queen of Pain               |       |
| 7.  | Monkey with Your Tail       |       |
| 8.  | Devil Behind That Bush      |       |
| 9.  | Super Goo                   |       |
| 10. | Hypno Sex Ray               |       |
| 11. | Burn She-Devil, Burn        |       |
| 12. | Wet Nightmare               |       |
| 13. | Badass Bug                  |       |
| 14. | Haulass Hyena               |       |
| 15. | Confessions of a Psycho Cat |       |
| 16. | No Club Lone Wolf           |       |
| 17. | I Walked All Night          |       |
| 18. | Peter Gunn                  |       |